# Zwerglibelle
Die Zwerglibelle (Nehalennia speciosa) ist eine Vertreterin aus der Familie der Schlanklibellen (Coenagrionidae). Sie wird als eurasiatisches Faunenelement angesehen und ist mit 20 bis 25 Millimetern Körperlänge die kleinste mitteleuropäische Libellenart. 
Sie wurde von der Gesellschaft deutschsprachiger Odonatologen und dem BUND in Deutschland zur Libelle des Jahres 2018 gekürt.

## Merkmale
Die Imagines sind von zierlicher Gestalt und erreichen eine Flügelspannweite von 25 Millimetern. Die Männchen sind am seitlichen Thorax hellblau gefärbt und oberseitig metallisch-grün. Das Hinterleibsende ist ab der Mitte des 8. Abdominalsegments blau gefärbt. Die Weibchen treten in einer grünen, blauen oder einer orangen Farbmorphe auf und fallen durch ihren etwas kräftigeren Hinterleib auf. Die Flügelmale sind weiß, ockerfarben oder hellbraun. Die Flügel sind relativ kurz; an den Körper angelegt reichen sie nur bis zum sechsten Hinterleibssegment. Insgesamt ist diese Libellenart durch ihre geringe Größe kaum verwechselbar; gewisse Ähnlichkeiten bestehen mit der Kleinen Pechlibelle (Ischnura pumilio).

## Lebensweise
Die Flugzeit beginnt Mitte Mai und endet im September, wobei die Abundanz im Juni und Juli ihren Höhepunkt hat. Die Art ist ein schlechter Flieger. Sie hält sich vor allem innerhalb von Seggenhalmen auf und wird daher leicht übersehen. 

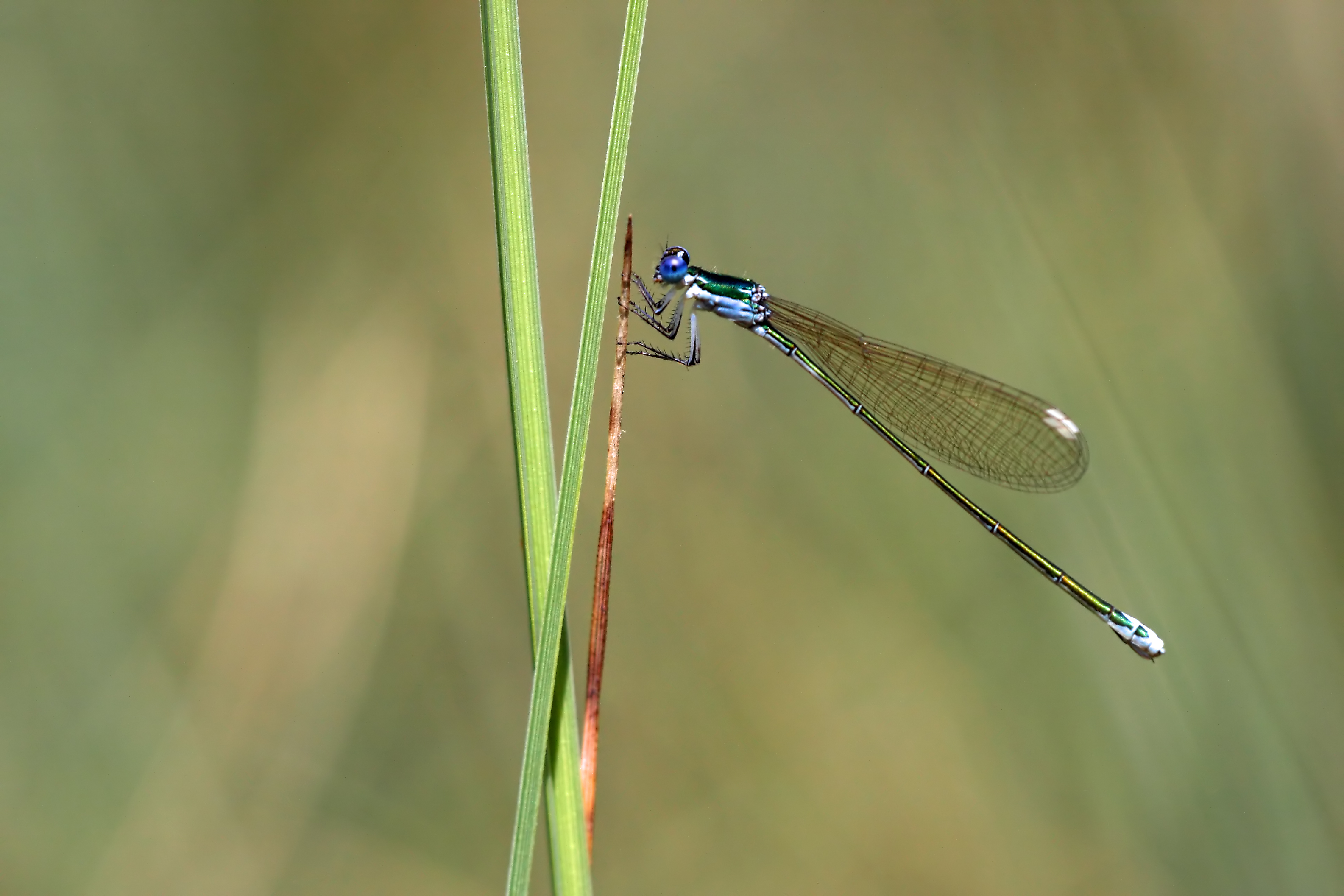
Zwerglibelle, Weibchen

## Lebensraum und Verbreitung
Die Zwerglibelle benötigt als Habitat flache und nicht zu saure Schlenken in Übergangsmooren und Seggensümpfen. Die charakteristische Vegetation des Lebensraumes besteht aus Schlammsegge (Carex limosa), Faden-Segge, (Carex lasiocarpa),  Pfeifengras (Molinia caerulea), Teich-Schachtelhalm (Equisetum fluviatile), Fieberklee (Menyanthes trifoliata) und Wollgras (Eriophorum spp.). 
Das Verbreitungsgebiet reicht von Mitteleuropa bis nach Japan, wobei es sich allgemein um gemäßigte Zonen und um ehemals glazial überformte Regionen handelt. In Polen, im Baltikum und in Weißrussland befinden sich stetigere Vorkommen, da dort noch mehr geeignete Lebensräume vorhanden sind. In Deutschland ist die Art in Moorgebieten im bayerischen Alpenvorland, punktuell in Oberschwaben sowie mit großen Lücken im Norddeutschen Tiefland, insbesondere in Mecklenburg-Vorpommern, vertreten. Auch aus Westösterreich und der Schweiz sind einzelne Nachweise bekannt. 

## Gefährdung und Schutz
Die Zwerglibelle ist wegen ihres stenotopen Verhaltens und hoher Lebensraumverluste stark gefährdet; in Deutschland beispielsweise gilt sie als „vom Aussterben bedroht“ (Rote Liste Kategorie 1, Stand 2015). Durch die Bundesartenschutzverordnung ist sie hier wie alle Libellenarten „besonders geschützt“.